# Pyrethrum transiliense
Pyrethrum transiliense là một loài thực vật có hoa trong họ Cúc. Loài này được (Herb.) Regel & Schmalh. miêu tả khoa học đầu tiên năm 1878.